# Aeropuerto Internacional de Shanghái-Pudong
El Aeropuerto Internacional de Shanghái Pudong (IATA: PVG, OACI: ZSPD) (en chino: 上海浦东国际机场, pinyin: Shànghǎi Pǔdōng Guójì Jīchǎng) es una importante base de operaciones en Asia, especialmente en oriente, y es el principal aeropuerto de Shanghái, en China. Ubicado a unos 30 kilómetros de la ciudad, ocupa 40 kilómetros cuadrados de territorios costeros al este del distrito de Pudong dentro del municipio de Shanghái.
El aeropuerto es base de operaciones principal de China Eastern Airlines y Shanghai Airlines, y la base de operaciones internacionales de Air China. El aeropuerto de Pudong tiene dos terminales, flanqueadas por las tres pistas paralelas. El actual plan director habla de construir una tercera terminal, una terminal satélite y dos pistas adicionales en 2015, aumentando su capacidad de los 60 millones de pasajeros anuales a los 80 millones, junto con la posibilidad de manejar seis millones de toneladas de carga aérea. Existe una estación del Tren Maglev de Shanghái situados entre las terminales de pasajeros proporcionando el primer servicio comercial de alta velocidad magnética a Pudong en 7 minutos y 20 segundos. El aeropuerto abre las 24 horas del día, uno de los únicos en China que lo hacen.
El Aeropuerto Internacional de Shanghái-Pudong es una importante base del tráfico de carga del mundo. Con 2.989.795 toneladas métricas atendidas en 2008, el aeropuerto es el 3.º con más operaciones, en términos de carga aérea, del mundo. Un total de 28.24 millones de pasajeros pasaron por el aeropuerto en 2008, convirtiéndose en el tercer aeropuerto con mayor número de pasajeros de la República Popular de China. Sin embargo, maneja más pasajeros internacionales el Aeropuerto Internacional de Pekín, el aeropuerto con el mayor número de pasajeros internacionales atendidos, con 17,518,790 pasajeros internacionales atendidos en 2007, un 9.0% de incremento respecto al año anterior.

## Historia

### Desarrollo temprano

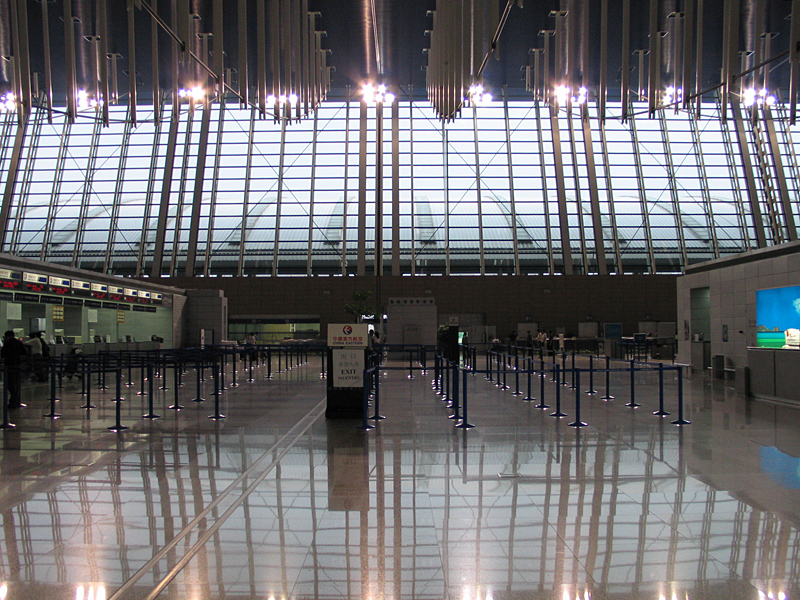
Interior de la terminal 1 del aeropuerto internacional de Shanghái-Pudong.

Antes de la creación del aeropuerto internacional de Pudong, el Aeropuerto Internacional de Hongqiao era el principal aeropuerto de Shanghái. Durante los años 1990, la ampliación de Hongqiao se tornó imposible debido al desarrollo urbano en los alrededores de Hongqiao. Como resultado, el gobierno tuvo que buscar una alternativa al aeropuerto internacional de Hongqiao para hacerse cargo de todos los vuelos internacionales. Un lugar posible era la costa de Pudong en la zona de desarrollo al este de Shanghái. El aeropuerto recibió una inversión significativa de 40,000 millones de yenes, unos 400 millones de dólares, de la (ODA) de Japón.
El aeropuerto fue inaugurado el 1 de octubre de 1999, reemplazando al Aeropuerto Internacional de Shanghái Hongqiao como el aeropuerto internacional de Shanghái y haciéndose cargo de todos sus vuelos, incluyendo los regionales a Hong Kong y Macao. La primera fase del aeropuerto comenzó en octubre de 1997 y tardó dos años en construirse a un coste de 12,000 millones de RMB (1.670 millones de dólares estadounidenses). Ocupa un espacio de cuarenta kilómetros cuadrados y se encuentra a treinta km de Shanghái. La primera fase del aeropuerto supuso la construcción de una pista de categoría 4E (4,000 m x 60 m) junto con dos calles de rodadura paralelas, una plataforma de 800,000 metros cuadrados, setenta y seis estacionamientos de aviones y 50,000 metros cuadrados de almacén de carga.
La segunda y tercera pistas fueron inauguradas el 17 de marzo de 2005 y el 26 de marzo de 2008 respectivamente, y hay en proyecto una cuarta pista en una próxima fase. La segunda terminal fue inaugurada el 26 de marzo de 2008 y la tercera terminal se encuentra en fase de estudio. El plan director contempla un total de tres terminales, dos satélites, y cinco pistas paralelas, para ofrecer una capacidad total de cien millones de pasajeros al año.
Las restricciones de vuelos internacionales se retiraron en el aeropuerto de Hongqiao en octubre de 2007 con vuelos al Aeropuerto Internacional de Tokio (Haneda) y en noviembre de 2007, volando al Aeropuerto Internacional Gimpo en Seúl. Esto se debe a un gran esfuerzo para proporcionar un servicio adecuado al viajero de negocios, ante la restricción de vuelos existentes entre Haneda y Gimpo. Hongqiao, Haneda y Gimpo están mucho más próximos al centro ciudadano que los más modernos pero lejanos aeropuertos internacionales de Pudong, Narita e Incheon.

### Ampliación
En 2004, el aeropuerto atendió a unos quinientos vuelos diarios, transportando a más de 21 millones de pasajeros al año. El aeropuerto internacional de Shanghái-Pudong es el sexto aeropuerto del mundo en términos de tráfico de carga, y el 28º en términos de tráfico de pasajeros internacionales. Es también el 40.º en cuanto a pasajeros en general, al mover 26,790,826 pasajeros. Es el octavo aeropuerto de Asia en tráfico de pasajeros.
El aeropuerto internacional de Shanghái-Pudong ha experimentado recientemente importantes incrementos, nunca inferiores al 10%, en el tema de carga. De 2002 a 2003, se ha observado un incremento de casi el doble en el ámbito de carga (87.3%). De 2002 a 2006, se ha pasado del lugar 26º al 6º en tráfico de carga, triplicando el tráfico de carga desde 2002. En 2006, hubo un incremento del 16.8% mientras Narita (Tokio) experimentó un descenso del -0.5% e Incheon un 8.7% de descenso. Se podría superar al Aeropuerto Internacional de Narita dentro de pocos años, así como al Aeropuerto Internacional de Incheon situándose en cuarta posición en carga y más tarde al Aeropuerto Internacional de Hong Kong, que es el punto de carga más importante de Asia y el segundo del mundo. Además UPS y DHL añadirán nuevas bases en los próximos años y, Pudong, podría convertirse en el primer aeropuerto en ser base de dos compañías de carga internacional exprés.
Pudong tiene muchos movimientos durante las horas punta, con el resultado de que muchos aviones han de aparcar en remoto. Para solventar esto, la construcción de la segunda fase (que incluye una segunda terminal, una tercera pista y una terminal de carga) comenzó en diciembre de 2005 y fue concluido a tiempo para los Juegos Olímpicos de 2008 de Pekín.
Los arquitectos de la terminal 2 decidieron utilizar muchos acabados de lugares famosos como el de la calle Bentley Prince y alfombras Brinton.
La terminal 2, ubicada detrás de la terminal 1, fue inaugurada el 26 de marzo de 2008 (el mismo día que el de la inauguración oficial de la terminal 3 en el Aeropuerto Internacional de Pekín), dándole una capacidad adicional de 40 millones de pasajeros al año. Cuando la fase dos esté totalmente completada, incrementará la capacidad de Pudong hasta los sesenta millones de pasajeros y las 4.2 millones de toneladas de carga anuales. En el futuro se creará un centro de transporte entre la terminal 1 y 2.
Shanghai Airlines se movió a la terminal 2 desde su inauguración el 26 de marzo de 2008 junto con otras 14 aerolíneas, incluyendo Air India, Northwest Airlines, Qatar Airways, Alitalia, British Airways, Qantas Airways, Virgin Atlantic Airways, Philippine Airlines, Malaysia Airlines, Transaero Airlines, Cebu Pacific, Aerosvit Airlines, Garuda Indonesia y Royal Nepal Airlines. Los miembros de la Star Alliance, Air Canada, Air China, Air New Zealand, ANA, Asiana Airlines, Lufthansa, Singapore Airlines, Thai Airways y United Airlines se movieron el 29 de abril de 2008 junto con otras aerolíneas, hasta alcanzar las 33 aerolíneas que actualmente operan en la terminal 2.
La próxima ampliación ambiciosa, incluye la construcción de la cuarta y quinta pista, una terminal satélite, mayor que ambas terminales actuales combinadas, y la creación de terminales de carga. Se efectuarán expropiaciones de terrenos para la construcción de la quinta pista y las terminales de carga. Por ello, será necesaria una buena cantidad de dinero en el futuro para atender la demanda. Este ambicioso plan quedará completado en 2015 y convertirá al aeropuerto en uno de los mejores del mundo. Se convertirá así mismo en uno de los primeros aeropuertos en cuanto a superficie.
Recientemente, China Southern Airlines sostuvo que el aeropuerto internacional de Shanghái-Pudong albergaría a sus cinco Airbus A380s, sin embargo no se confirmó si China Southern Airlines convertiría en base de operaciones al aeropuerto internacional de Shanghái-Pudong. UPS ha abierto su nueva base de operaciones de China en el aeropuerto de Pudong en otoño de 2008, reduciendo sus operaciones a Filipinas como contraprestación.

## Estadísticas
Ver fuente y consulta Wikidata.
| Movimientos | 2008       | 2007       | 2006       | 2005       | 2004       | 2003       | 2002       | 2001       | 2000       |
| ----------- | ---------- | ---------- | ---------- | ---------- | ---------- | ---------- | ---------- | ---------- | ---------- |
| Pasajeros   | 28,235,691 | 29,083,510 | 26,789,000 | 23,720,185 | 21,124,233 | 15,063,622 | 11,047,695 | 13,761,410 | 12,139,462 |
| Cargo (TM)  | 2,603,027  | 2,559,246  | 2,168,122  | 1,857,120  | 1,642,176  | 1,189,303  | 634,966    | 416,025    | 266,682    |

### Incidentes
- El 30 de enero de 2006, la rueda frontal de un Boeing 747-400F de Cargolux se retrajo mientras aparcaba en la plataforma de carga.[6]

- El 13 de mayo de 2006, un Airbus A340-600 de China Eastern (registro B6055), con el vuelo 5042 de Seúl a Shanghái sufrió un incendio en su tren principal. Ninguno de los 232 pasajeros resultó herido.[7]

- El 19 de noviembre de 2006, un Boeing 767-300 de Air Canada  en vuelo 38 se encontró con turbulencias en su ruta a Vancouver desde Shanghái. Cuatro miembros de la tripulación resultaron heridos. El avión aterrizó sin problemas en el Aeropuerto Internacional Narita de Tokio. Este incidente ocurrió justo después de que el vuelo de cabotaje 1348 de Japan Airlines con un Boeing 777 experimentase turbulencias y aterrizó sin problemas en el Aeropuerto Haneda de Tokio.[8]

- El 19 de julio de 2007, el vuelo 858 de United Airlines sufrió una parada de motor en el Aeropuerto Internacional de San Francisco llegando desde el aeropuerto internacional de Shanghái-Pudong.

## Infraestructura

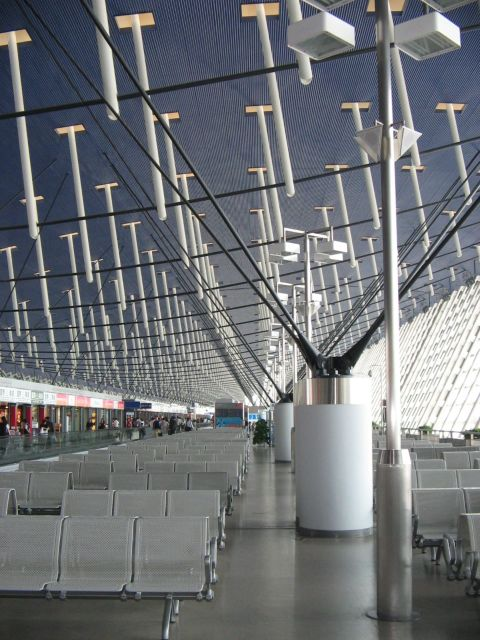
Interior de la terminal 1 del aeropuerto internacional de Shanghái-Pudong, septiembre de 2004.

El aeropuerto tiene 28 fingers y 127 estacionamientos en una plataforma de 1.49 millones de metros cuadrados sin contar los de la terminal 2. Dispone de dos pistas; la pista de 4,000 metros en categoría 4E y la de 3,800 calificada de categoría 4F, capaz de atender al Airbus A380. Se rumorea que la tercera pista también será de categoría 4F.
La terminal 1 fue inaugurada el 1 de octubre de 1999 junto con una pista de 4,000 m y una base de carga. Fue creada para atender al tráfico y aliviar al Aeropuerto Internacional de Shanghái Hongqiao. La terminal 1 se asemeja a la terminal del Aeropuerto Internacional de Kansai, si bien es más pequeña y sólo cuenta con 28 puertas, trece de las cuales son puertas de embarque dobles. El exterior de la terminal parecen unas olas. La capacidad de la terminal 1 es de 20 millones de pasajeros al año. Actualmente cuenta con 204 mostradores de facturación, trece cintas de equipaje y tiene una superficie de 280,000 metros cuadrados. La terminal 1 ha sido objeto de controversia debido a la escasez de tiendas, el elevado precio de las existentes, las extrañas ubicaciones de los restaurantes y las dificultades para los pasajeros de moverse por la terminal.
La terminal 2, inaugurada el 26 de marzo de 2008, junto con la tercera pista, proporciona una capacidad de 60 millones de pasajeros y 4.2 millones de toneladas de carga al año. La terminal 2 se asemeja a la primera terminal aunque tiene una apariencia exterior más parecida a la de una caracola, en lugar de una ola y es ligeramente más grande que la terminal 1. La terminal 2 es utilizada por Air China, Shanghai Airlines y otros miembros de Star Alliance si bien algunas aerolíneas de SkyTeam y Oneworld trasladarán sus operaciones a esta terminal.

## Aerolíneas y destinos

### Vuelos nacionales
| Aerolíneas             | Destinos |
| ---------------------- | --- |
| Air China              | Beihai, Chengdú, Chongqing, Fukuoka, Nagoya-Centrair, Ningbo, Osaka-Kansai, Pekín-Capital, Sendai, Shenzhen, Wenzhou, Wuhan, Yantai |
| China Eastern Airlines | Baoshan, Beihai, Busán, Cantón, Changchun, Cheongju, Chongqing, Daegu, Dalian, Diqing, Haikou, Harbin, Hefei, Lanzhou, Lianyungang, Lijiang City, Lincang, Longyan, Luxi, Luzhou, Mianyang, Ningbo, Pekín-Capital, Phuket, Pu'er, Saipán [chárter], Sanya, Shantou, Shenyang, Shenzhen, Siem Reap, Tunxi, Wenzhou, Wuhan, Wuyishan, Xi'an, Xining, Xuzhou, Yanji, Yibin, Yinchuan, Zhangjiajie, Zhaotong, Zhoushan, Zhuhai |
| Chongqing Airlines     | Chongqing |
| Hainan Airlines        | Haikou, Sanya |
| Shanghai Airlines      | Pekín-Capital, Cantón, Changchun, Changsha, Chengdú, Chongqing, Dalian, Haikou, Harbín, Jinzhou, Nom Pen, Qingdáo, Sanya, Shenyang, Shenzhen, Toyama, Tunxi, Weihai, Xiangfan, Yantai |
| Shenzhen Airlines      | Shenzhen |
| Sichuan Airlines       | Chengdú, Chongqing |
| Spring Airlines        | Chongqing, Dalián, Guilin, Haikou, Harbín, Qingdáo, Sanya |

### Vuelos internacionales y a Hong Kong y Macao
| Ciudades por países | Nombre del aeropuerto                          | Aerolíneas | Aeronaves                        | Frecuencias semanales |              |
| Norteamérica        | Norteamérica                                   | Norteamérica | Norteamérica                     | Norteamérica          | Norteamérica |
| ------------------- | ---------------------------------------------- | --- | -------------------------------- | --------------------- | ------------ |
| Canadá              |                                                | |                                  |                       |              |
| Toronto             | Aeropuerto Internacional Toronto Pearson       | China Eastern Airlines |                                  |                       |              |
| Vancouver           | Aeropuerto Internacional de Vancouver          | Air Canada | B777-333ER                       |                       |              |
| Estados Unidos      |                                                | |                                  |                       |              |
| Dallas-Fort Worth   | Aeropuerto Internacional de Dallas-Fort Worth  | American Airlines | B787-8                           | 7                     |              |
| Detroit             | Aeropuerto Internacional de Detroit            | Delta Air Lines |                                  | 7                     |              |
| Los Ángeles         | Aeropuerto Internacional de Los Ángeles        | China Eastern Airlines Delta Air Lines United Airlines | B787-9                           |                       |              |
| Nueva York          | Aeropuerto Internacional John F. Kennedy       | China Eastern Airlines |                                  |                       |              |
| San Francisco       | Aeropuerto Internacional de San Francisco      | China Eastern Airlines United Airlines |                                  |                       |              |
| Seattle             | Aeropuerto Internacional de Seattle-Tacoma     | Delta Air Lines |                                  |                       |              |
| Sudamérica          |                                                | |                                  |                       |              |
| Argentina           |                                                | |                                  |                       |              |
| Buenos Aires        | Aeropuerto Internacional Ministro Pistarini    | China Eastern Airlines (Inicia diciembre del 2025) (vía AKL)                                                                                               |                                  |                       |              |
| Brasil              |                                                | |                                  |                       |              |
| Campinas            | Aeropuerto Internacional de Viracopos          | China Eastern Airlines (Planes de inicio) (vía AKL y EZE)                                                                                                  |                                  |                       |              |
| Asia                |                                                | |                                  |                       |              |
| Catar               |                                                | |                                  |                       |              |
| Doha                | Aeropuerto Internacional Hamad                 | Qatar Airways |                                  |                       |              |
| Corea del Sur       |                                                | |                                  |                       |              |
| Busan               | Aeropuerto Internacional de Gimhae             | China Eastern Airlines Korean Air Shanghai Airlines |                                  |                       |              |
| Seúl                | Aeropuerto Internacional de Incheon            | Asiana Airlines China Eastern Airlines China Southern Airlines Eastar Jet Korean Air Shanghai Airlines Spring Airlines                                     | B737 B7x7 A32x                   |                       |              |
| EAU                 |                                                | |                                  |                       |              |
| Abu Dhabi           | Aeropuerto Internacional de Abu Dhabi          | Etihad Airways |                                  |                       |              |
| Dubái               | Aeropuerto Internacional de Dubái              | Emirates |                                  |                       |              |
| Filipinas           |                                                | |                                  |                       |              |
| Cebú                | Aeropuerto Internacional de Mactán-Cebú        | Cebu Pacific Air China Eastern Airlines |                                  |                       |              |
| Manila              | Aeropuerto Internacional Ninoy Aquino          | Cebu Pacific China Eastern Airlines Philippine Airlines AirAsia Philippines                                                                                | A320-200                         |                       |              |
| Hong Kong           |                                                | |                                  |                       |              |
| Hong Kong           | Aeropuerto Internacional de Hong Kong          | Cathay Pacific China Eastern Airlines Hong Kong Airlines Juneyao Air Spring Airlines                                                                       | A3x0ceo A32x                     |                       |              |
| Indonesia           |                                                | |                                  |                       |              |
| Denpasar            | Aeropuerto Internacional Ngurah Rai            | China Eastern Airlines Juneyao Air |                                  |                       |              |
| Yakarta             | Aeropuerto Internacional Soekarno-Hatta        | China Eastern Airlines Garuda Indonesia |                                  |                       |              |
| Japón               |                                                | |                                  |                       |              |
| Fukuoka             | Aeropuerto de Fukuoka                          | Air China |                                  |                       |              |
| Hiroshima           | Aeropuerto de Hiroshima                        | China Eastern Airlines |                                  |                       |              |
| Komatsu             | Aeropuerto de Komatsu                          | China Eastern Airlines |                                  |                       |              |
| Nagasaki            | Aeropuerto de Nagasaki                         | China Eastern Airlines |                                  |                       |              |
| Nagoya              | Aeropuerto Internacional Chūbu Centrair        | Air China China Eastern Airlines Japan Airlines Juneyao Air Shanghai Airlines Spring Airlines                                                              | B7x7 A32x                        |                       |              |
| Naha                | Aeropuerto de Naha                             | China Eastern Airlines Juneyao Air Spring Airlines | A32x                             |                       |              |
| Niigata             | Aeropuerto de Niigata                          | China Eastern Airlines |                                  |                       |              |
| Okayama             | Aeropuerto de Okayama                          | China Eastern Airlines |                                  |                       |              |
| Osaka               | Aeropuerto Internacional de Kansai             | Air China All Nippon Airways China Eastern Airlines China Southern Airlines Japan Airlines Juneyao Air Peach Shanghai Airlines Spring Airlines             | A32x B7x7 A32x                   |                       |              |
| Sapporo             | Nuevo Aeropuerto de Chitose                    | China Eastern Airlines Juneyao Air Spring Airlines | A32x                             |                       |              |
| Tokio               | Aeropuerto Internacional de Haneda             | All Nippon Airways China Eastern Airlines Japan Airlines Juneyao Air Peach Shanghai Airlines Spring Airlines                                               | A32x B7x7 A32x                   |                       |              |
| Tokio               | Aeropuerto Internacional de Narita             | Air China All Nippon Airways China Eastern Airlines China Southern Airlines Japan Airlines Jetstar Japan Juneyao Air Spring Airlines Spring Airlines Japan | A32x B737-800                    |                       |              |
| Macao               |                                                | |                                  |                       |              |
| Macao               | Aeropuerto Internacional de Macao              | Air Macau China Eastern Airlines Juneyao Air Shanghai Airlines Spring Airlines                                                                             | A32x B7x7 A32x                   |                       |              |
| Malasia             |                                                | |                                  |                       |              |
| Kuala Lumpur        | Aeropuerto Internacional de Kuala Lumpur       | Batik Air Malaysia China Eastern Airlines Malaysia Airlines Shanghai Airlines                                                                              | B7x7                             |                       |              |
| Singapur            |                                                | |                                  |                       |              |
| Singapur            | Aeropuerto Internacional de Singapur           | Air China China Eastern Airlines Juneyao Air Singapore Airlines Spring Airlines                                                                            | A32x                             |                       |              |
| Tailandia           |                                                | |                                  |                       |              |
| Bangkok             | Aeropuerto Internacional Suvarnabhumi          | Air China Beijing Capital Airlines China Eastern Airlines Juneyao Air Shanghai Airlines Spring Airlines Thai AirAsia X Thai Airways Thai VietJet Air       | A3xx B7x7 A32x A330-343* A32xceo |                       |              |
| Taiwán              |                                                | |                                  |                       |              |
| Taipéi              | Aeropuerto Internacional de Taiwán Taoyuan     | Air China China Airlines China Eastern Airlines China Southern Airlines EVA Air Juneyao Air Shanghai Airlines Spring Airlines Uni Air                      | B7x7 A32x                        |                       |              |
| Vietnam             |                                                | |                                  |                       |              |
| Ciudad Ho Chi Minh  | Aeropuerto Internacional Son Nhat              | China Eastern Airlines China Southern Airlines VietJet Air Vietnam Airlines                                                                                | A3xx                             |                       |              |
| Europa              |                                                | |                                  |                       |              |
| Alemania            |                                                | |                                  |                       |              |
| Fráncfort del Meno  | Aeropuerto de Fráncfort del Meno               | Air China China Eastern Airlines Lufthansa |                                  |                       |              |
| Múnich              | Aeropuerto Internacional Franz Josef Strauss   | Air China Lufthansa | A350-941                         |                       |              |
| Austria             |                                                | |                                  |                       |              |
| Viena               | Aeropuerto de Viena                            | Austrian Airlines China Eastern Airlines (inicia 22 de junio de 2024)                                                                                      | B777-200ER                       |                       |              |
| Dinamarca           |                                                | |                                  |                       |              |
| Copenhague          | Aeropuerto de Copenhague-Kastrup               | SAS | A350-941                         | 7                     |              |
| España              |                                                | |                                  |                       |              |
| Barcelona           | Aeropuerto Josep Tarradellas Barcelona-El Prat | Air China China Eastern Airlines |                                  |                       |              |
| Madrid              | Aeropuerto Madrid-Barajas                      | China Eastern Airlines |                                  |                       |              |
| Francia             |                                                | |                                  |                       |              |
| París               | Aeropuerto de París-Charles de Gaulle          | Air France China Eastern Airlines | B777                             |                       |              |
| Finlandia           |                                                | |                                  |                       |              |
| Helsinki            | Aeropuerto de Helsinki-Vantaa                  | Finnair Juneyao Airlines | A350-941 B787-9                  |                       |              |
| Italia              |                                                | |                                  |                       |              |
| Milán               | Aeropuerto de Milán-Malpensa                   | Air China | A350-941                         | 5                     |              |
| Roma                | Aeropuerto de Roma-Fiumicino                   | China Eastern Airlines | A3x0                             | 11                    |              |
| Países Bajos        |                                                | |                                  |                       |              |
| Ámsterdam           | Aeropuerto de Ámsterdam-Schiphol               | China Eastern Airlines KLM | B777                             |                       |              |
| Reino Unido         |                                                | |                                  |                       |              |
| Londres             | Aeropuerto de Londres-Gatwick                  | Air China China Eastern Airlines |                                  |                       |              |
| Londres             | Aeropuerto de Londres-Heathrow                 | British Airways China Eastern Airlines Virgin Atlantic |                                  |                       |              |
| Rusia               |                                                | |                                  |                       |              |
| Moscú               | Aeropuerto Internacional de Moscú-Sheremétievo | Aeroflot China Eastern Airlines |                                  | 14                    |              |
| Suiza               |                                                | |                                  |                       |              |
| Zúrich              | Aeropuerto Internacional de Zúrich             | Swiss | A340-313X                        | 7                     |              |
| Turquía             |                                                | |                                  |                       |              |
| Estambul            | Aeropuerto Internacional de Estambul           | Turkish Airlines |                                  | 7                     |              |
| Oceanía             |                                                | |                                  |                       |              |
| Australia           |                                                | |                                  |                       |              |
| Melbourne           | Aeropuerto Internacional de Melbourne          | China Eastern Airlines |                                  |                       |              |
| Sídney              | Aeropuerto Internacional Kingsford Smith       | China Eastern Airlines Qantas |                                  |                       |              |
| Nueva Zelanda       |                                                | |                                  |                       |              |
| Auckland            | Aeropuerto Internacional de Auckland           | Air New Zealand China Eastern Airlines | B787-9                           |                       |              |

## Transporte terrestre

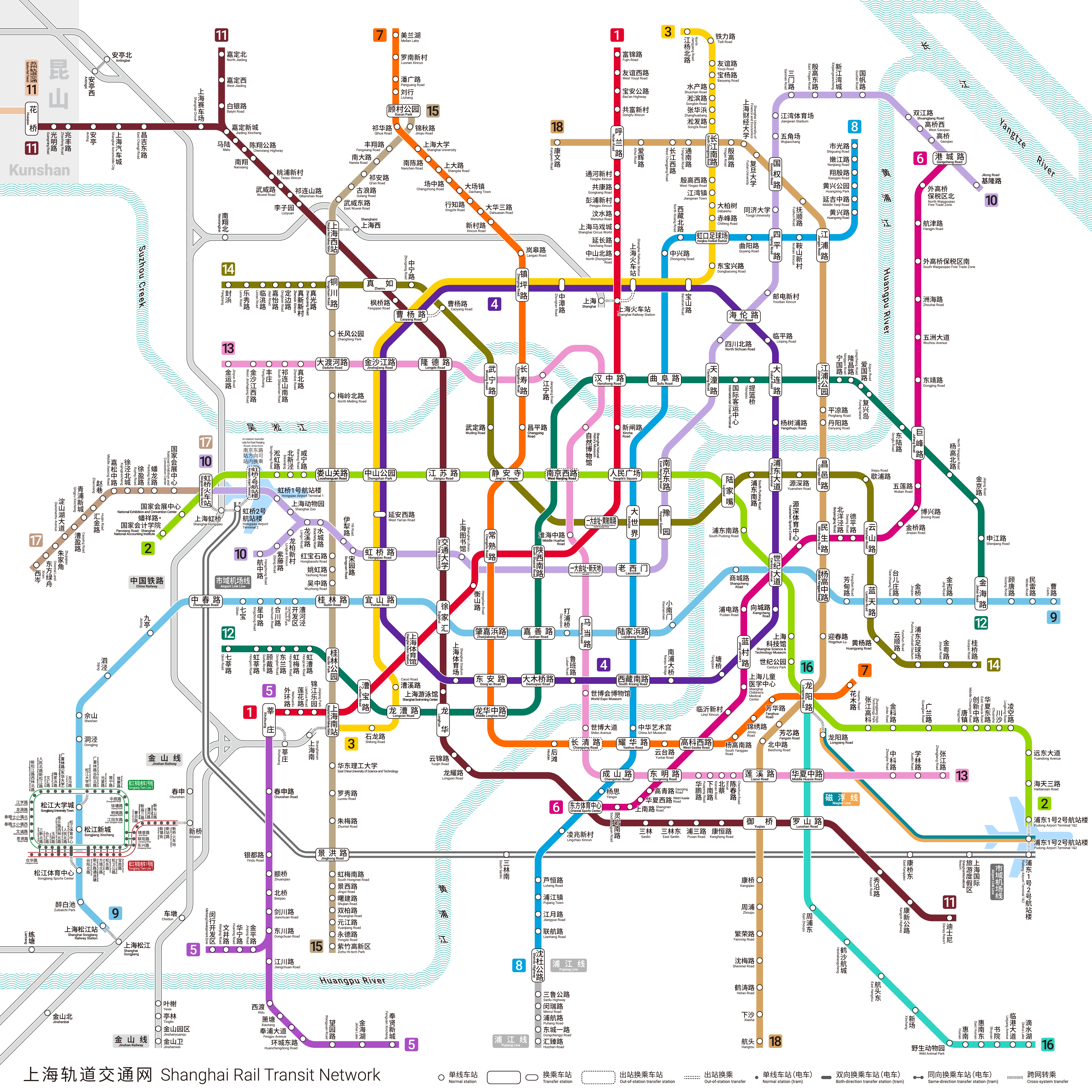
Un mapa de tránsito ferroviario de Shanghái guía a los pasajeros a su destino.

Transrapid construyó el primer tren maglev comercial de alta velocidad del mundo, del Aeropuerto Internacional de Pudong a la carretera Longyang. Fue inaugurado en 2002. Tiene una velocidad máxima de 431 km/h y una longitud de 30 km.
Se construirá un centro de transporte en la tercera fase, y que se espera que esté operativo en 2015. La ampliación de la línea 2 del Metro de Shanghái al aeropuerto internacional de Pudong ya ha comenzado. Cuando la línea 2 esté completada, enlazará el aeropuerto internacional de Pudong con el Aeropuerto Internacional de Shanghái Hongqiao, cuando esté completada en 2010, a tiempo para la Expo Mundial de 2010.

## Galería de fotos

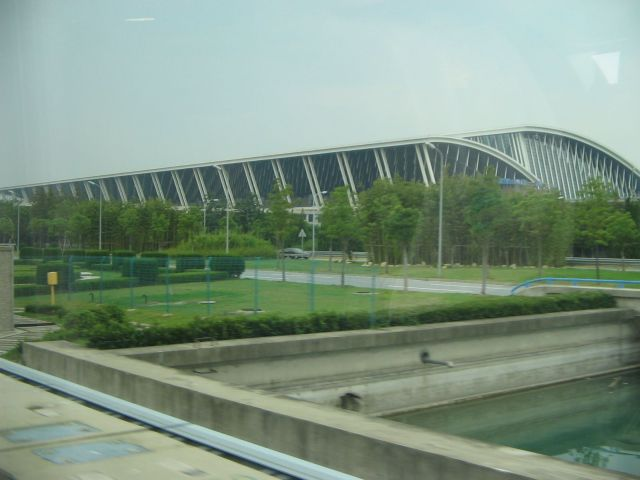
Exterior del aeropuerto
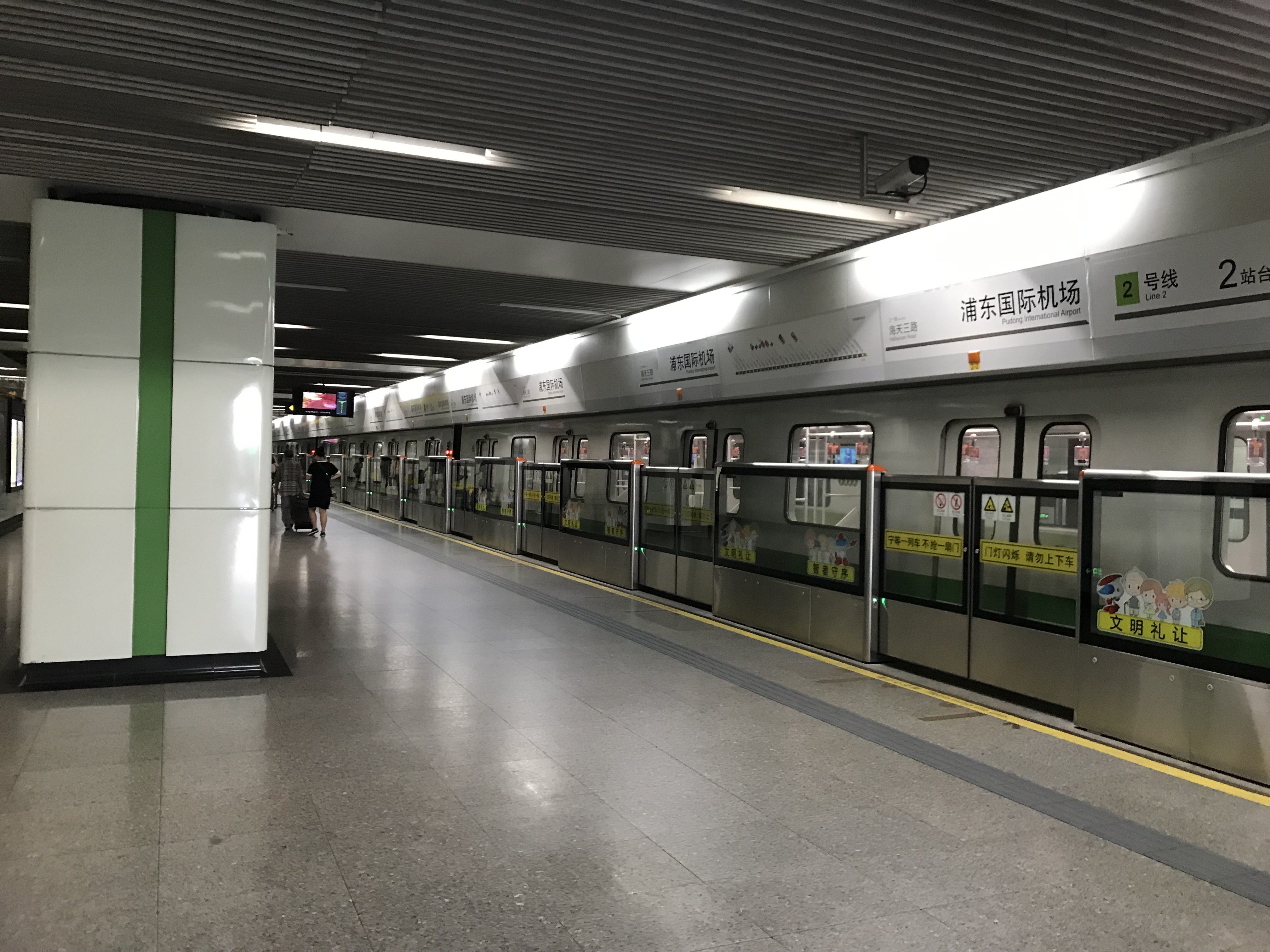
Plataforma de la Línea 2 del Metro de Shanghái
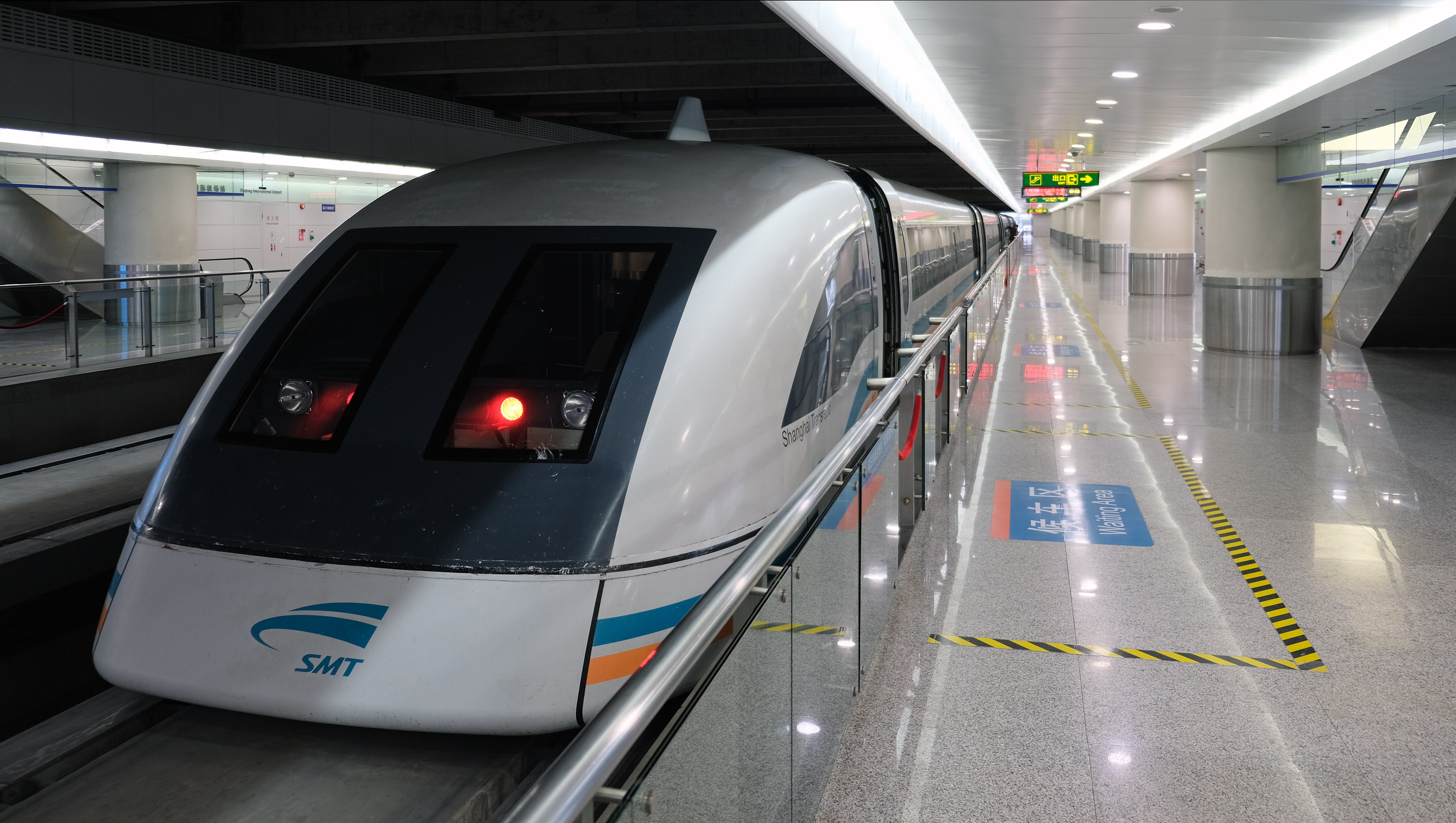
Platforma del Maglev de Shanghái
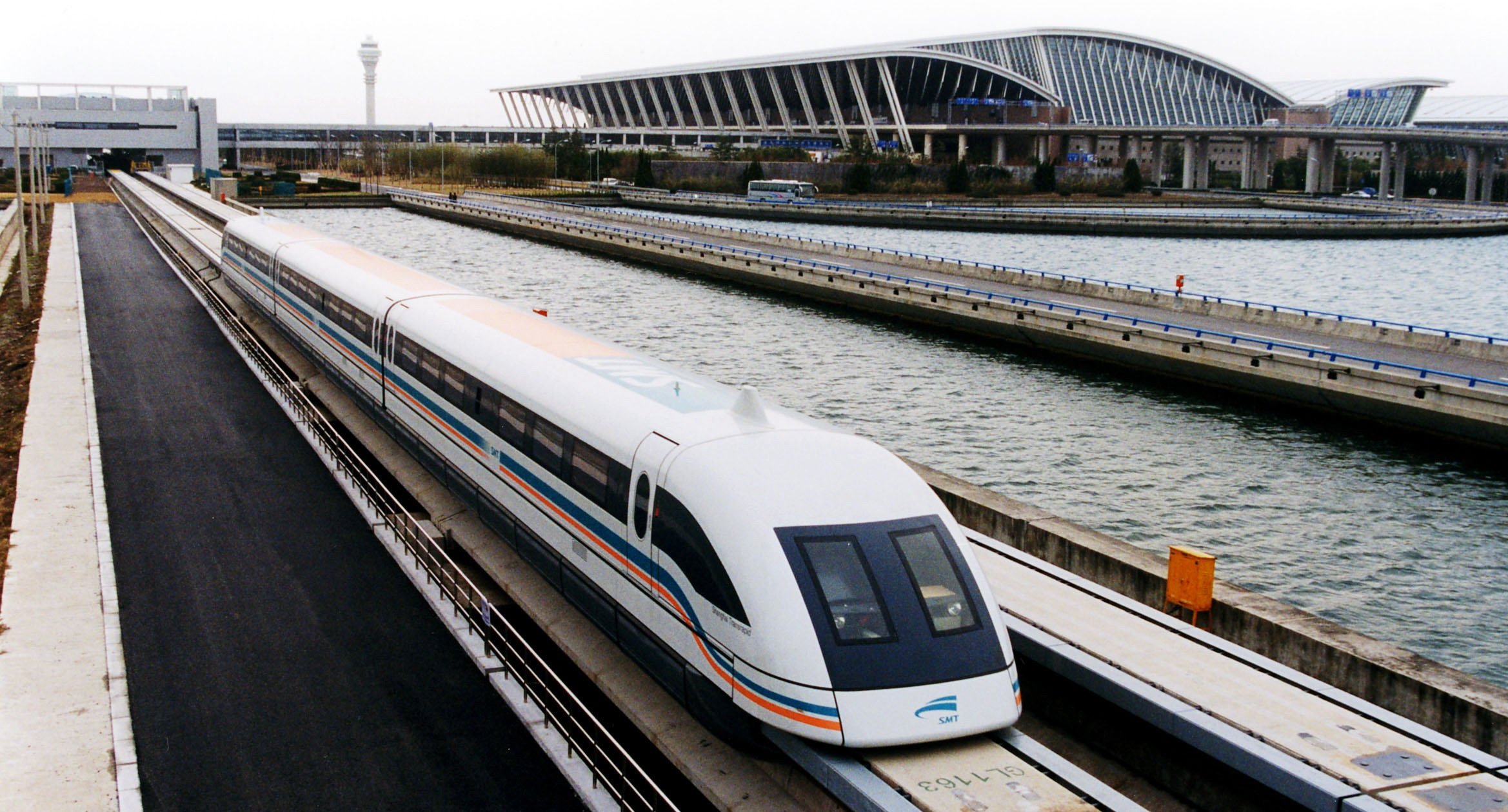
Un Transrapid saliendo
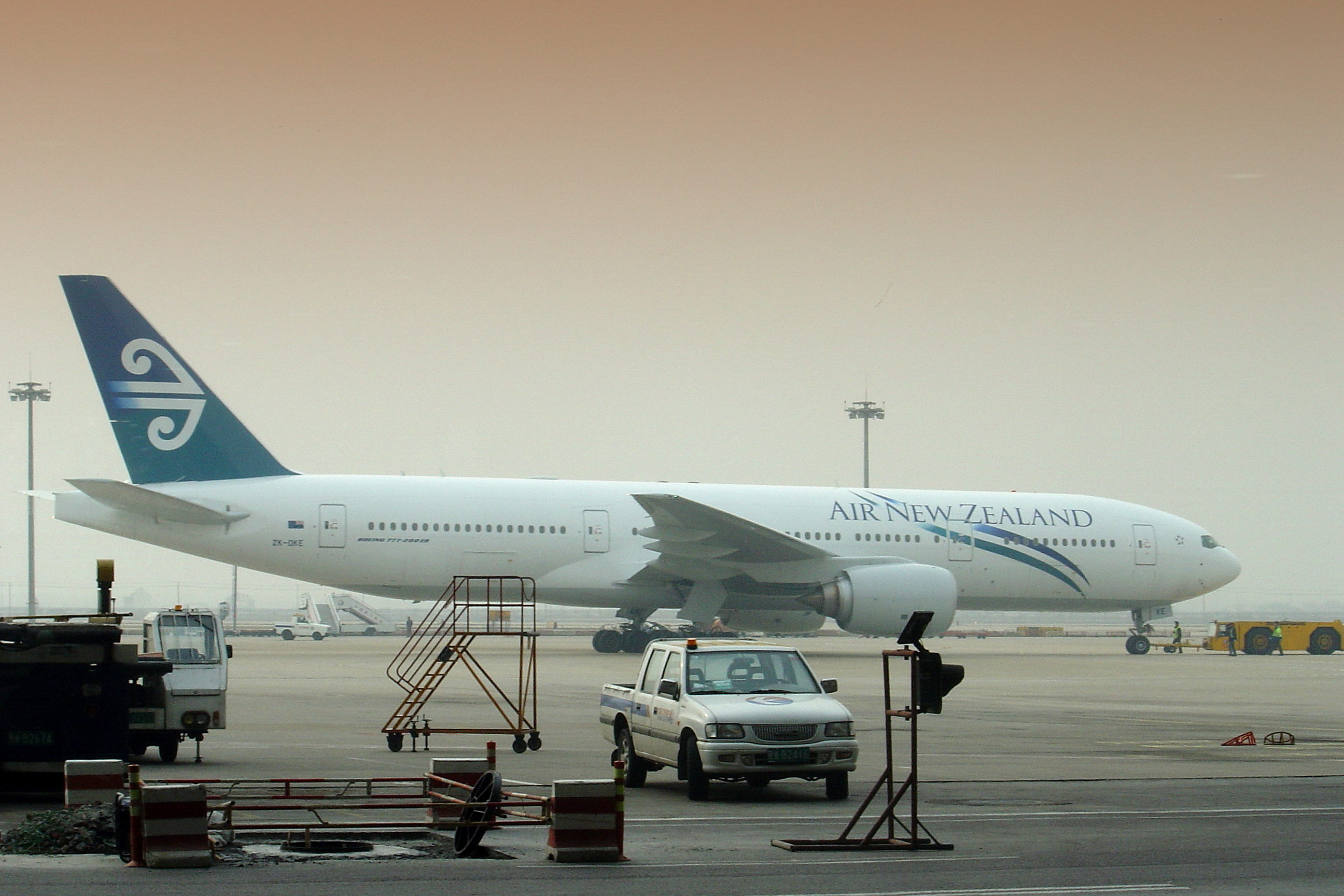
Boeing 777 de Air New Zealand en el aeropuerto de Shanghái-Pudong
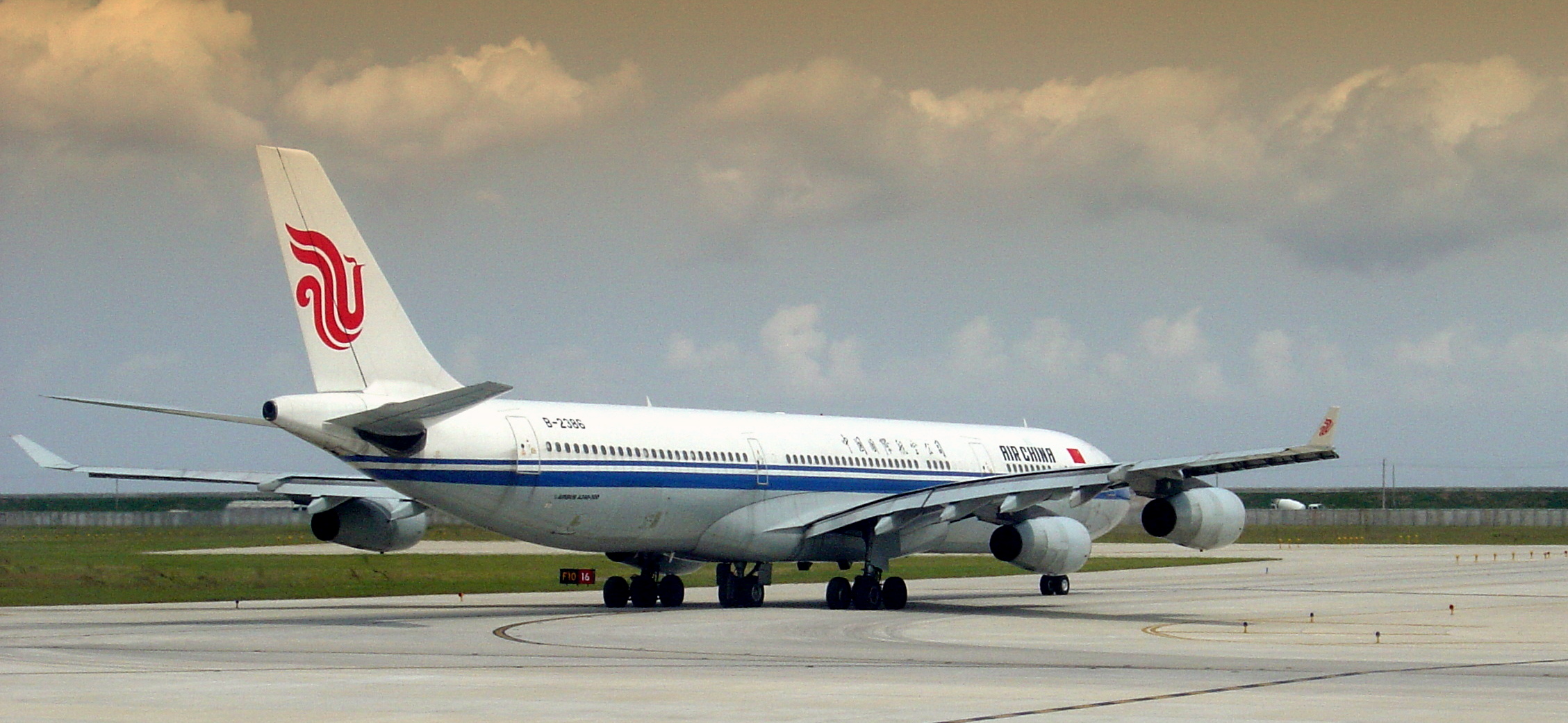
Airbus A340 de Air China a punto de despegar en el Aeropuerto de Shanghái Pudong